# Теков

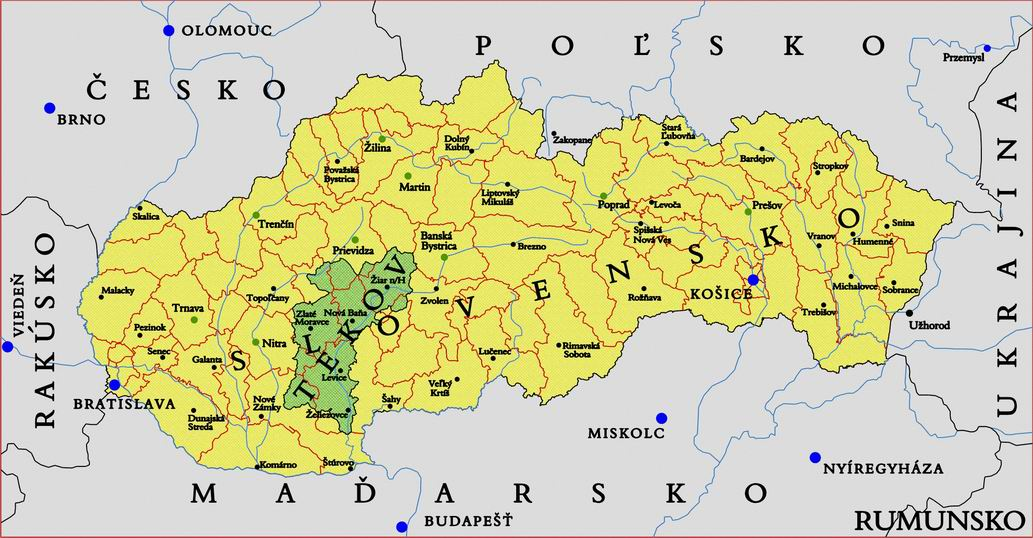
Теков

Теков (словацьк. Tekov, угор. Bars) — історична область Словаччини. Розташовується на частині території сучасних районів Ж'яр-над-Гроном, Жарновіца, Злате Моравце, Левіце.

## Географія
Долина річки Грон.

## Центр
До 1321 Тековський Град (нині с. Стари Теково), потім Левіце, Топольчьянкі і нарешті Злате Моравце.